# 1962年の日本シリーズ
1962年の日本シリーズ（1962ねんのにっぽんシリーズ、1962ねんのにほんシリーズ）は、1962年10月13日から10月21日まで行われたセ・リーグ優勝チームの阪神タイガース（2リーグ制後初優勝）とパ・リーグ優勝チームの東映フライヤーズ（初優勝）による第13回プロ野球日本選手権シリーズである。阪神甲子園球場、明治神宮野球場、後楽園球場の3球場で行われた。

## 試合結果
| 日付                             | 試合   | ビジター球団（先攻） | スコア | ホーム球団（後攻） | 開催球場       |
| -------------------------------- | ------ | -------------------- | ------ | ------------------ | -------------- |
| 10月13日（土）                   | 第1戦  | 東映フライヤーズ     | 5 - 6x | 阪神タイガース     | 阪神甲子園球場 |
| 10月14日（日）                   | 第2戦  | 東映フライヤーズ     | 0 - 5  | 阪神タイガース     | 阪神甲子園球場 |
| 10月15日（月）                   | 移動日 | 移動日               | 移動日 | 移動日             | 移動日         |
| 10月16日（火）                   | 第3戦  | 阪神タイガース       | 2 - 2  | 東映フライヤーズ   | 明治神宮野球場 |
| 10月17日（水）                   | 第4戦  | 阪神タイガース       | 1 - 3  | 東映フライヤーズ   | 明治神宮野球場 |
| 10月18日（木）                   | 第5戦  | 阪神タイガース       | 4 - 6x | 東映フライヤーズ   | 後楽園球場     |
| 10月19日（金）                   | 移動日 | 移動日               | 移動日 | 移動日             | 移動日         |
| 10月20日（土）                   | 第6戦  | 東映フライヤーズ     | 7 - 4  | 阪神タイガース     | 阪神甲子園球場 |
| 10月21日（日）                   | 第7戦  | 東映フライヤーズ     | 2 - 1  | 阪神タイガース     | 阪神甲子園球場 |
| 優勝：東映フライヤーズ（初優勝） |        |                      |        |                    |                |

### 第1戦
|                  | 1 | 2 | 3 | 4 | 5 | 6 | 7 | 8 | 9 | 10 | R | H  | E |
| ---------------- | - | - | - | - | - | - | - | - | - | -- | - | -- | - |
| 東映フライヤーズ | 0 | 0 | 5 | 0 | 0 | 0 | 0 | 0 | 0 | 0  | 5 | 8  | 5 |
| 阪神タイガース   | 0 | 1 | 4 | 0 | 0 | 0 | 0 | 0 | 0 | 1x | 6 | 10 | 1 |

1. （延長10回）
2. 東：土橋（2回0/3）、久保田（6回1/3）、橋詰（0回1/3）、尾崎（0回2/3）
3. 神：小山（9回2/3）、村山（0回1/3）
4. 勝利：村山（1勝）
5. 敗戦：尾崎（1敗）
6. 本塁打
東：吉田勝1号2ラン（3回・小山）
7. 審判
［球審］筒井
［塁審］田川（一）、富沢（二）、二出川（三）
［外審］国友（左）、上田（右）
8. 試合時間：3時間8分

### 第2戦
|                  | 1 | 2 | 3 | 4 | 5 | 6 | 7 | 8 | 9 | R | H | E |
| ---------------- | - | - | - | - | - | - | - | - | - | - | - | - |
| 東映フライヤーズ | 0 | 0 | 0 | 0 | 0 | 0 | 0 | 0 | 0 | 0 | 2 | 0 |
| 阪神タイガース   | 0 | 0 | 0 | 2 | 0 | 0 | 0 | 3 | X | 5 | 9 | 0 |

1. 東：土橋（3回1/3）、橋詰（0回1/3）、富永（4回1/3）
2. 神：村山（9回）
3. 勝利：村山（2勝）
4. 敗戦：土橋（1敗）
5. 本塁打
神：藤本1号3ラン（8回・富永）
6. 審判
［球審］田川
［塁審］富沢（一）、二出川（二）、筒井（三）
［外審］小島（左）、有津（右）
7. 試合時間：2時間8分

### 第3戦
|                  | 1 | 2 | 3 | 4 | 5 | 6 | 7 | 8 | 9 | 10 | 11 | 12 | 13 | 14 | R | H  | E |
| ---------------- | - | - | - | - | - | - | - | - | - | -- | -- | -- | -- | -- | - | -- | - |
| 阪神タイガース   | 0 | 0 | 0 | 1 | 0 | 1 | 0 | 0 | 0 | 0  | 0  | 0  | 0  | 0  | 2 | 11 | 1 |
| 東映フライヤーズ | 0 | 0 | 0 | 0 | 0 | 1 | 1 | 0 | 0 | 0  | 0  | 0  | 0  | 0  | 2 | 10 | 1 |

1. （延長14回）
2. 神：渡辺省（4回0/3）、村山（5回）、石川緑（0回2/3）、太田（0回1/3）、バッキー（4回）
3. 東：久保田（5回）、石原（0回2/3）、富永（0回1/3）、橋詰（1回）、安藤元（1回）、土橋（5回）
4. 本塁打
東：毒島1号ソロ（6回・村山）
5. 審判
［球審］富沢
［塁審］二出川（一）、筒井（二）、田川（三）
［外審］上田（左）、国友（右）
6. 試合時間：3時間44分

### 第4戦
|                  | 1 | 2 | 3 | 4 | 5 | 6 | 7 | 8 | 9 | R | H | E |
| ---------------- | - | - | - | - | - | - | - | - | - | - | - | - |
| 阪神タイガース   | 1 | 0 | 0 | 0 | 0 | 0 | 0 | 0 | 0 | 1 | 5 | 1 |
| 東映フライヤーズ | 0 | 0 | 0 | 3 | 0 | 0 | 0 | 0 | X | 3 | 6 | 0 |

1. 神：小山（5回）、石川緑（2回）、牧（1回）
2. 東：安藤元（9回）
3. 勝利：安藤元（1勝）
4. 敗戦：小山（1敗）
5. 審判
［球審］二出川
［塁審］筒井（一）、田川（ニ）、富沢（三）
［外審］有津（左）、小島（右）
6. 試合時間：2時間25分

### 第5戦
|                  | 1 | 2 | 3 | 4 | 5 | 6 | 7 | 8 | 9 | 10 | 11 | R | H  | E |
| ---------------- | - | - | - | - | - | - | - | - | - | -- | -- | - | -- | - |
| 阪神タイガース   | 2 | 0 | 0 | 0 | 0 | 0 | 2 | 0 | 0 | 0  | 0  | 4 | 10 | 0 |
| 東映フライヤーズ | 3 | 0 | 0 | 1 | 0 | 0 | 0 | 0 | 0 | 0  | 2x | 6 | 13 | 0 |

1. （延長11回）
2. 神：村山（4回）、渡辺省（2回）、石川緑（0回1/3）、小山（3回2/3）
3. 東：久保田（6回2/3）、富永（0回1/3）、土橋（4回）
4. 勝利：土橋（1勝1敗）
5. 敗戦：小山（2敗）
6. 本塁打
神：藤本2号2ラン（1回・久保田）
東：吉田勝2号3ラン（1回・村山）、岩下1号2ラン（11回・小山）
7. 審判
［球審］筒井
［塁審］田川（一）、富沢（二）、二出川（三）
［外審］国友（左）、上田（右）
8. 試合時間：2時間43分

### 第6戦
|                  | 1 | 2 | 3 | 4 | 5 | 6 | 7 | 8 | 9 | R | H  | E |
| ---------------- | - | - | - | - | - | - | - | - | - | - | -- | - |
| 東映フライヤーズ | 1 | 2 | 0 | 1 | 2 | 0 | 0 | 1 | 0 | 7 | 10 | 0 |
| 阪神タイガース   | 1 | 0 | 0 | 0 | 1 | 2 | 0 | 0 | 0 | 4 | 8  | 1 |

1. 東：安藤元（5回2/3）、橋詰（0回0/3）、土橋（3回1/3）
2. 神：村山（4回）、太田（1回）、渡辺省（3回）、牧（1回）
3. 勝利：安藤元（2勝）
4. 敗戦：村山（2勝1敗）
5. 本塁打
東：張本1号2ラン（5回・太田）
神：吉田1号ソロ（1回・安藤元）
6. 審判
［球審］田川
［塁審］富沢（一）、二出川（二）、筒井（三）
［外審］有津（左）、小島（右）
7. 試合時間：2時間34分

### 第7戦
|                  | 1 | 2 | 3 | 4 | 5 | 6 | 7 | 8 | 9 | 10 | 11 | 12 | R | H  | E |
| ---------------- | - | - | - | - | - | - | - | - | - | -- | -- | -- | - | -- | - |
| 東映フライヤーズ | 0 | 0 | 0 | 0 | 0 | 0 | 0 | 0 | 0 | 1  | 0  | 1  | 2 | 5  | 2 |
| 阪神タイガース   | 0 | 0 | 0 | 0 | 0 | 0 | 0 | 0 | 0 | 1  | 0  | 0  | 1 | 10 | 0 |

1. （延長12回）
2. 東：久保田（9回）、土橋（3回）
3. 神：小山（10回）、村山（2回）
4. 勝利：土橋（2勝1敗）
5. 敗戦：村山（2勝2敗）
6. 本塁打
東：西園寺1号ソロ（12回・村山）
7. 審判
［球審］富沢
［塁審］二出川（一）、筒井（二）、田川（三）
［外審］上田（左）、国友（右）
8. 試合時間：3時間19分

## 表彰選手
- 最優秀選手賞　土橋正幸、 種茂雅之 (いずれも東映) [1]
- 敢闘賞 吉田義男 (阪神)
- 首位打者 吉田義男 (阪神)
- 技能賞 張本勲 (東映)
- 優秀選手賞 岩下光一 (東映)
- 最優秀投手賞 安藤元博 (東映)

## テレビ・ラジオ中継

### テレビ中継
- 第1戦:10月13日
  - NHK総合　実況：岡田実　解説：苅田久徳
  - 朝日放送≪TBS系列≫　実況：植草貞夫　解説：芥田武夫　ゲスト解説：別所毅彦（前巨人投手コーチ）
  - よみうりテレビ≪日本テレビ系列≫　実況：越智正典　解説：藤村富美男、楠安夫　ゲスト解説：王貞治（巨人）、城之内邦雄（巨人）
  - 毎日放送≪NETテレビ系列≫　実況：井上光央　解説：大島信雄　ゲスト解説：三原脩（大洋監督）、別当薫（近鉄監督）
- 第2戦:10月14日
  - NHK総合　実況：岩本修　解説：松木謙治郎
  - 朝日放送≪TBS系列≫　実況：植草貞夫　解説：芥田武夫　ゲスト解説：鶴岡一人（南海監督）
- 第3戦:10月16日
  - NHK総合　実況：岡田実　解説：松木謙治郎
  - NETテレビ　実況：明海健　解説：佐々木信也　ゲスト解説：稲尾和久（西鉄）、長嶋茂雄（巨人）
- 第4戦:10月17日
  - NHK総合　実況：鈴木文彌　解説：加藤進
  - TBSテレビ　解説：大和球士　ゲスト解説：三原脩
  - NETテレビ　実況：明海健　解説：佐々木信也　ゲスト解説：稲尾和久、長嶋茂雄
- 第5戦:10月18日
  - NHK総合　実況：土門正夫　解説：小西得郎
  - 日本テレビ　実況：越智正典　解説：南村侑広　ゲスト解説：藤田元司（巨人）
- 第6戦:10月20日
  - NHK総合　実況：岩本修　解説：松木謙治郎
  - 朝日放送≪TBS系列≫　実況：植草貞夫　解説：芥田武夫　ゲスト解説：別所毅彦
  - よみうりテレビ≪日本テレビ系列≫　実況：越智正典　解説：藤村富美男　ゲスト解説：杉浦忠（南海）
  - 毎日放送≪NETテレビ系列≫　実況：井上光央　解説：大島信雄　ゲスト解説：三原脩
- 第7戦:10月21日
  - NHK総合　実況：岡田実　解説：苅田久徳
  - 朝日放送≪TBS系列≫　実況：植草貞夫　解説：芥田武夫　ゲスト解説：鶴岡一人（南海監督）
  - よみうりテレビ≪日本テレビ系列≫　解説：藤村富美男　ゲスト解説：杉浦忠（南海）
  - 毎日放送≪NETテレビ系列≫　実況：井上光央　解説：大島信雄　ゲスト解説：三原脩、別所毅彦

### ラジオ中継
- 第1戦:10月13日
  - NHKラジオ第2　実況：鈴木文彌　解説：小西得郎
  - TBSラジオ・朝日放送　実況：中村鋭一　解説：笠原和夫　ゲスト解説：鶴岡一人
  - ラジオ関東・ラジオ関西　実況：奥田博之　解説：横沢三郎
  - 和歌山放送など（毎日放送制作・裏送り）　解説：金田正泰
- 第2戦:10月14日
  - NHKラジオ第2　実況：岡田実　解説：加藤進
  - TBSラジオ・朝日放送　実況：中村哲夫　解説：笠原和夫　ゲスト解説：野村克也（南海）
  - ラジオ関東・ラジオ関西　実況：奥田博之　解説：御園生崇男
  - 和歌山放送など（毎日放送制作・裏送り）　解説：金田正泰
- 第3戦:10月16日
  - NHKラジオ第2　実況：土門正夫　解説：苅田久徳
  - ラジオ関東・ラジオ関西　実況：島碩弥　解説：児玉利一
  - 朝日放送など（TBSラジオ制作・裏送り）　実況：渡辺謙太郎　解説：大和球士　ゲスト解説：鶴岡一人
  - 和歌山放送など（ニッポン放送制作・裏送り）　解説：服部受弘
- 第4戦:10月17日
  - NHKラジオ第2　実況：岡田実　解説：松木謙治郎
  - ラジオ関東・ラジオ関西　実況：木島章夫　解説：山根俊英
  - 朝日放送など（TBSラジオ制作・裏送り）　実況：岡部達　解説：土屋亨　ゲスト解説：別所毅彦
  - 和歌山放送など（ニッポン放送制作・裏送り）　解説：服部受弘
- 第5戦:10月18日
  - NHKラジオ第2　実況：土門正夫　解説：苅田久徳
  - ラジオ関東　実況：島碩弥　解説：児玉利一
  - 朝日放送など（TBSラジオ制作・裏送り）　実況：岡部達　解説：土屋亨　ゲスト解説：鶴岡一人
  - 和歌山放送など（ニッポン放送制作・裏送り）　解説：飯島滋弥
- 第6戦:10月20日
  - NHKラジオ第2　実況：岡田実　解説：加藤進
  - TBSラジオ・朝日放送　実況：中村哲夫　解説：笠原和夫　ゲスト解説：鶴岡一人
  - ラジオ関東・ラジオ関西　実況：下山英三　解説：御園生崇男、横沢三郎
  - 和歌山放送など（毎日放送制作・裏送り）　解説：金田正泰
- 第7戦:10月21日
  - NHKラジオ第2　実況：鈴木文彌　解説：小西得郎
  - TBSラジオ・朝日放送　実況：中村鋭一　解説：笠原和夫　ゲスト解説：野村克也
  - ラジオ関東・ラジオ関西　実況：下山英三　解説：御園生崇男、横沢三郎
  - 和歌山放送など（毎日放送制作・裏送り）　解説：金田正泰